# New Media Meeting
NMM (tidigare New Media Meeting) är en festival i Norrköping som anordnas årligen av den ideella föreningen Resistans. Resistans syftar till att genom publika arrangemang manifestera digitala livsstilar och modern medieteknik.
NMM är en festival för elektronisk musik, video och multimedia produktioner, visualiseringar, konst och modern medieteknik.
Tillsammans med konstnärer, akademiker och mediaaktivister samarbetar man inom detta område för korsningar inom området för digital konst och kultur.